# Bram Charité
Abraham (Bram) Charité (Den Haag, 25 augustus 1917 – aldaar, 26 februari 1991) was een Nederlands gewichtheffer. Hij nam tweemaal deel aan de Olympische Spelen en won hierbij in totaal een bronzen medaille.
Bij de start van zijn loopbaan in 1935 woog Charité 63 kg en kwam hij uit in de lichtgewichtklasse. Toen na de Tweede Wereldoorlog zijn carrière pas goed op gang kwam, woog hij meer dan 100 kg en kwam hij uit in de zwaargewichtklasse. De gewichtstoename was naar verluidt te danken aan een dieet van haringen, melk en biefstukken. 
Charité werd in totaal zes keer Nederlands kampioen. Zijn grootste succes behaalde hij op de Olympische Spelen van 1948 in Londen. Achter de Amerikanen John Davis en Norbert Schemansky werd hij derde door 127,5 kg te drukken, 125 kg te trekken en 160 kg te stoten. Aangezien in 1948 het Europees kampioenschap door de Olympische competitie werd beslist, was dit resultaat tevens goed voor een Europese gouden medaille. Op alle drie de onderdelen verbeterde Charité het Nederlands record. Hij kwam ook uit op de Olympische Zomerspelen 1952 in Helsinki. Na het eerste onderdeel stond hij tiende in het tussenklassement. Omdat hij last had van een verstopte neus, trok hij zich vervolgens terug.
Naast zijn sportloopbaan was Charité een handelaar in lompen. Later was hij eigenaar van een café, had hij een hengelsportzaak en nog later een dierenwinkel. Eind jaren vijftig startte hij een sportschool en richtte hij binnen deze sportschool de gewichthefvereniging Robot op. Verschillende van zijn pupillen wisten nationaal kampioen te worden. Charité was in de jaren zestig als krachttrainer actief bij profvoetbalclub ADO.